# Tour des Alpes-Maritimes 2024
Tour des Alpes-Maritimes 2024 var den 56. udgave af det franske etapeløb Tour des Alpes-Maritimes (tidligere Tour des Alpes-Maritimes et du Var). Cykelløbets to etaper blev kørt fra 17. februar hvor det startede i Levens, til 18. februar 2024 hvor løbet sluttede i Vence. Løbet var en del UCI Europe Tour 2024.
Den samlede vinder af løbet blev franske Benoît Cosnefroy fra Decathlon AG2R La Mondiale Team.

## Etaperne
| Etape    | Dato     | Start – Mål                  | type              | Afstand (km) | Elevation (m) | Etapevinder      | Førende rytter   |
| -------- | -------- | ---------------------------- | ----------------- | ------------ | ------------- | ---------------- | ---------------- |
| 1. etape | 17. feb. | Levens – Antibes             | kuperet etape     | 165,5        | 2.655 m       | Ethan Vernon     | Ethan Vernon     |
| 2. etape | 18. feb. | Villefranche-sur-Mer – Vence | middel bjergetape | 131,8        | 2.413 m       | Benoît Cosnefroy | Benoît Cosnefroy |

### 1. etape
| Levens - Antibes | kuperet etape | (165,5 km) |

| \| Etaperesultat \| Etaperesultat \| Etaperesultat \| Etaperesultat \| Etaperesultat \| \| Rytter \| Rytter \| Hold \| Tid \| \| \| ------------- \| -------------------------- \| ---------------------------- \| ------------- \| ------------- \| \| 1. \| Ethan Vernon \| Israel-Premier Tech \| 3t 55' 38" \| \| \| 2. \| Sean Flynn \| Team dsm-firmenich PostNL \| + 0" \| \| \| 3. \| Vincenzo Albanese \| Arkéa-B&B Hotels \| + 0" \| \| \| 4. \| Tobias Halland Johannessen \| Uno-X Mobility \| + 0" \| \| \| 5. \| Guillaume Boivin \| Israel-Premier Tech \| + 0" \| \| \| 6. \| Fabian Lienhard \| Groupama-FDJ \| + 0" \| \| \| 7. \| Romain Bardet \| Team dsm-firmenich PostNL \| + 0" \| \| \| 8. \| Benoît Cosnefroy \| Decathlon-AG2R La Mondiale \| + 0" \| \| \| 9. \| Kevin Vermaerke \| Team dsm-firmenich PostNL \| + 0" \| \| \| 10. \| Matys Grisel \| Lotto Dstny Development Team \| + 0" \| \| |                            |                              |            |
| |                            |                              |            |
| |                            |                              |            |
| Etaperesultat |                            |                              |            |
| Rytter | Rytter                     | Hold                         | Tid        |
| 1. | Ethan Vernon               | Israel-Premier Tech          | 3t 55' 38" |
| 2. | Sean Flynn                 | Team dsm-firmenich PostNL    | + 0"       |
| 3. | Vincenzo Albanese          | Arkéa-B&B Hotels             | + 0"       |
| 4. | Tobias Halland Johannessen | Uno-X Mobility               | + 0"       |
| 5. | Guillaume Boivin           | Israel-Premier Tech          | + 0"       |
| 6. | Fabian Lienhard            | Groupama-FDJ                 | + 0"       |
| 7. | Romain Bardet              | Team dsm-firmenich PostNL    | + 0"       |
| 8. | Benoît Cosnefroy           | Decathlon-AG2R La Mondiale   | + 0"       |
| 9. | Kevin Vermaerke            | Team dsm-firmenich PostNL    | + 0"       |
| 10. | Matys Grisel               | Lotto Dstny Development Team | + 0"       |

| \| Samlede stilling \| Samlede stilling \| Samlede stilling \| Samlede stilling \| Samlede stilling \| \| Rytter \| Rytter \| Hold \| Tid \| \| \| ---------------- \| -------------------------- \| -------------------------- \| ---------------- \| ---------------- \| \| 1. \| Ethan Vernon \| Israel-Premier Tech \| 3t 55' 38" \| \| \| 2. \| Sean Flynn \| Team dsm-firmenich PostNL \| + 4" \| \| \| 3. \| Vincenzo Albanese \| Arkéa-B&B Hotels \| + 6" \| \| \| 4. \| Louis Barré \| Arkéa-B&B Hotels \| + 7" \| \| \| 5. \| Andrea Mifsud \| Nice Métropole Côte d'Azur \| + 8" \| \| \| 6. \| Aurélien Paret-Peintre \| Decathlon-AG2R La Mondiale \| + 9" \| \| \| 7. \| Jordan Labrosse \| Decathlon-AG2R La Mondiale \| + 9" \| \| \| 8. \| Tobias Halland Johannessen \| Uno-X Mobility \| + 10" \| \| \| 9. \| Guillaume Boivin \| Israel-Premier Tech \| + 10" \| \| \| 10. \| Fabian Lienhard \| Groupama-FDJ \| + 10" \| \| |                            |                            |            |
| |                            |                            |            |
| |                            |                            |            |
| Samlede stilling |                            |                            |            |
| Rytter | Rytter                     | Hold                       | Tid        |
| 1. | Ethan Vernon               | Israel-Premier Tech        | 3t 55' 38" |
| 2. | Sean Flynn                 | Team dsm-firmenich PostNL  | + 4"       |
| 3. | Vincenzo Albanese          | Arkéa-B&B Hotels           | + 6"       |
| 4. | Louis Barré                | Arkéa-B&B Hotels           | + 7"       |
| 5. | Andrea Mifsud              | Nice Métropole Côte d'Azur | + 8"       |
| 6. | Aurélien Paret-Peintre     | Decathlon-AG2R La Mondiale | + 9"       |
| 7. | Jordan Labrosse            | Decathlon-AG2R La Mondiale | + 9"       |
| 8. | Tobias Halland Johannessen | Uno-X Mobility             | + 10"      |
| 9. | Guillaume Boivin           | Israel-Premier Tech        | + 10"      |
| 10. | Fabian Lienhard            | Groupama-FDJ               | + 10"      |

### 2. etape
| Villefranche-sur-Mer - Vence | middel bjergetape | (131,8 km) |

| \| Etaperesultat \| Etaperesultat \| Etaperesultat \| Etaperesultat \| Etaperesultat \| \| Rytter \| Rytter \| Hold \| Tid \| \| \| ------------- \| ---------------------- \| --------------------------- \| ------------- \| ------------- \| \| 1. \| Benoît Cosnefroy \| Decathlon-AG2R La Mondiale \| 3t 13' 45" \| \| \| 2. \| Aurélien Paret-Peintre \| Decathlon-AG2R La Mondiale \| + 0" \| \| \| 3. \| Vincenzo Albanese \| Arkéa-B&B Hotels \| + 0" \| \| \| 4. \| Anthony Perez \| Cofidis \| + 0" \| \| \| 5. \| Romain Grégoire \| Groupama-FDJ \| + 0" \| \| \| 6. \| Jordan Jegat \| TotalEnergies \| + 0" \| \| \| 7. \| Bastien Tronchon \| Decathlon-AG2R La Mondiale \| + 0" \| \| \| 8. \| Rémi Capron \| Van Rysel-Roubaix \| + 0" \| \| \| 9. \| Jonathan Lastra \| Cofidis \| + 0" \| \| \| 10. \| Alexandre Delettre \| Saint Michel-Mavic-Auber 93 \| + 0" \| \| |                        |                             |            |
| |                        |                             |            |
| |                        |                             |            |
| Etaperesultat |                        |                             |            |
| Rytter | Rytter                 | Hold                        | Tid        |
| 1. | Benoît Cosnefroy       | Decathlon-AG2R La Mondiale  | 3t 13' 45" |
| 2. | Aurélien Paret-Peintre | Decathlon-AG2R La Mondiale  | + 0"       |
| 3. | Vincenzo Albanese      | Arkéa-B&B Hotels            | + 0"       |
| 4. | Anthony Perez          | Cofidis                     | + 0"       |
| 5. | Romain Grégoire        | Groupama-FDJ                | + 0"       |
| 6. | Jordan Jegat           | TotalEnergies               | + 0"       |
| 7. | Bastien Tronchon       | Decathlon-AG2R La Mondiale  | + 0"       |
| 8. | Rémi Capron            | Van Rysel-Roubaix           | + 0"       |
| 9. | Jonathan Lastra        | Cofidis                     | + 0"       |
| 10. | Alexandre Delettre     | Saint Michel-Mavic-Auber 93 | + 0"       |

## Resultater

### Samlede stilling
| \| Samlede stilling \| Samlede stilling \| Samlede stilling \| Samlede stilling \| Samlede stilling \| \| Rytter \| Rytter \| Hold \| Tid \| \| \| ---------------- \| ---------------------- \| --------------------------- \| ---------------- \| ---------------- \| \| 1. \| Benoît Cosnefroy \| Decathlon-AG2R La Mondiale \| 7t 09' 12" \| \| \| 2. \| Vincenzo Albanese \| Arkéa-B&B Hotels \| + 2" \| \| \| 3. \| Aurélien Paret-Peintre \| Decathlon-AG2R La Mondiale \| + 3" \| \| \| 4. \| Alexandre Delettre \| Saint Michel-Mavic-Auber 93 \| + 10" \| \| \| 5. \| Bastien Tronchon \| Decathlon-AG2R La Mondiale \| + 10" \| \| \| 6. \| Kevin Vermaerke \| Team dsm-firmenich PostNL \| + 10" \| \| \| 7. \| Romain Grégoire \| Groupama-FDJ \| + 10" \| \| \| 8. \| Guillaume Martin \| Cofidis \| + 10" \| \| \| 9. \| Quentin Pacher \| Groupama-FDJ \| + 10" \| \| \| 10. \| Michael Woods \| Israel-Premier Tech \| + 10" \| \| |                        |                             |            |
| |                        |                             |            |
| Kilde: ProCyclingStats |                        |                             |            |
| Samlede stilling |                        |                             |            |
| Rytter | Rytter                 | Hold                        | Tid        |
| 1. | Benoît Cosnefroy       | Decathlon-AG2R La Mondiale  | 7t 09' 12" |
| 2. | Vincenzo Albanese      | Arkéa-B&B Hotels            | + 2"       |
| 3. | Aurélien Paret-Peintre | Decathlon-AG2R La Mondiale  | + 3"       |
| 4. | Alexandre Delettre     | Saint Michel-Mavic-Auber 93 | + 10"      |
| 5. | Bastien Tronchon       | Decathlon-AG2R La Mondiale  | + 10"      |
| 6. | Kevin Vermaerke        | Team dsm-firmenich PostNL   | + 10"      |
| 7. | Romain Grégoire        | Groupama-FDJ                | + 10"      |
| 8. | Guillaume Martin       | Cofidis                     | + 10"      |
| 9. | Quentin Pacher         | Groupama-FDJ                | + 10"      |
| 10. | Michael Woods          | Israel-Premier Tech         | + 10"      |

### Bjergkonkurrencen
| Bjergkonkurrence | Bjergkonkurrence         | Bjergkonkurrence           | Bjergkonkurrence | Bjergkonkurrence |
| Rytter           | Rytter                   | Hold                       | Point            |                  |
| ---------------- | ------------------------ | -------------------------- | ---------------- | ---------------- |
| 1.               | Mattéo Vercher           | TotalEnergies              | 23 point         |                  |
| 2.               | Melvin Crommelinck       | Nice Métropole Côte d'Azur | 18 point         |                  |
| 3.               | Axel Narbonne-Zuccarelli | Nice Métropole Côte d'Azur | 17 point         |                  |
| 4.               | Jordan Labrosse          | Decathlon-AG2R La Mondiale | 16 point         |                  |
| 5.               | Maxime Jarnet            | Van Rysel-Roubaix          | 14 point         |                  |
| 6.               | Noah Detalle             | Bingoal WB Devo Team       | 12 point         |                  |
| 7.               | Ewen Costiou             | Arkéa-B&B Hotels           | 10 point         |                  |
| 8.               | Jakob Fuglsang           | Israel-Premier Tech        | 8 point          |                  |
| 9.               | Bastien Tronchon         | Decathlon-AG2R La Mondiale | 6 point          |                  |
| 10.              | Romain Bardet            | Team dsm-firmenich PostNL  | 4 point          |                  |

### Pointkonkurrencen
| Pointkonkurrence | Pointkonkurrence       | Pointkonkurrence            | Pointkonkurrence | Pointkonkurrence |
| Rytter           | Rytter                 | Hold                        | Point            |                  |
| ---------------- | ---------------------- | --------------------------- | ---------------- | ---------------- |
| 1.               | Benoît Cosnefroy       | Decathlon-AG2R La Mondiale  | 20 point         |                  |
| 2.               | Ethan Vernon           | Israel-Premier Tech         | 20 point         |                  |
| 3.               | Vincenzo Albanese      | Arkéa-B&B Hotels            | 16 point         |                  |
| 4.               | Aurélien Paret-Peintre | Decathlon-AG2R La Mondiale  | 14 point         |                  |
| 5.               | Sean Flynn             | Team dsm-firmenich PostNL   | 12 point         |                  |
| 6.               | Morne van Niekerk      | Saint Michel-Mavic-Auber 93 | 10 point         |                  |
| 7.               | Louis Barré            | Arkéa-B&B Hotels            | 6 point          |                  |
| 8.               | Ewen Costiou           | Arkéa-B&B Hotels            | 6 point          |                  |
| 9.               | Matteo Milan           | Lidl-Trek Future Racing     | 6 point          |                  |
| 10.              | Anthony Perez          | Cofidis                     | 6 point          |                  |

### Ungdomskonkurrencen
| Ungdomskonkurrence | Ungdomskonkurrence | Ungdomskonkurrence           | Ungdomskonkurrence | Ungdomskonkurrence |
| Rytter             | Rytter             | Hold                         | Tid                |                    |
| ------------------ | ------------------ | ---------------------------- | ------------------ | ------------------ |
| 1.                 | Bastien Tronchon   | Decathlon-AG2R La Mondiale   | 7t 09' 22"         |                    |
| 2.                 | Kevin Vermaerke    | Team dsm-firmenich PostNL    | + 0"               |                    |
| 3.                 | Romain Grégoire    | Groupama-FDJ                 | + 0"               |                    |
| 4.                 | Louis Barré        | Arkéa-B&B Hotels             | + 4"               |                    |
| 5.                 | Ewen Costiou       | Arkéa-B&B Hotels             | + 4"               |                    |
| 6.                 | Kévin Vauquelin    | Arkéa-B&B Hotels             | + 7"               |                    |
| 7.                 | Rémi Capron        | Van Rysel-Roubaix            | + 17"              |                    |
| 8.                 | Jordan Labrosse    | Decathlon-AG2R La Mondiale   | + 48"              |                    |
| 9.                 | Joris Delbove      | Saint Michel-Mavic-Auber 93  | + 59"              |                    |
| 10.                | Robin Orins        | Lotto Dstny Development Team | + 1' 12"           |                    |

### Holdkonkurrencen
| Holdkonkurrence | Holdkonkurrence             | Holdkonkurrence | Holdkonkurrence |
| Hold            | Hold                        | Tid             |                 |
| --------------- | --------------------------- | --------------- | --------------- |
| 1.              | Decathlon-AG2R La Mondiale  | 21t 28' 06"     |                 |
| 2.              | Groupama-FDJ                | + 0"            |                 |
| 3.              | Cofidis                     | + 14"           |                 |
| 4.              | Arkéa-B&B Hotels            | + 14"           |                 |
| 5.              | TotalEnergies               | + 1' 12"        |                 |
| 6.              | Israel-Premier Tech         | + 1' 21"        |                 |
| 7.              | Saint Michel-Mavic-Auber 93 | + 2' 27"        |                 |
| 8.              | Bingoal WB                  | + 3' 23"        |                 |
| 9.              | CIC U Nantes Atlantique     | + 4' 38"        |                 |
| 10.             | Team dsm-firmenich PostNL   | + 4' 51"        |                 |

## Hold og ryttere
| UCI WorldTeams (5)- Arkéa-B&B Hotels - Cofidis - Decathlon-AG2R La Mondiale - Groupama-FDJ - Team dsm-firmenich PostNL UCI ProTeams (5)- Bingoal WB - Israel-Premier Tech - TotalEnergies - Uno-X Mobility - Corratec-Vini Fantini UCI Kontinentalhold (6)- CIC U Nantes Atlantique - Lidl-Trek Future Racing - Lotto Dstny Development Team - Nice Métropole Côte d'Azur - Saint Michel-Mavic-Auber 93 - Van Rysel-Roubaix |
| |

### Danske ryttere
| Danske ryttere på startlisten |                 |                         |           |
| Rygnummer                     | Rytter          | Hold                    | Placering |
| 16                            | Jakob Fuglsang  | Israel-Premier Tech     | 47        |
| 74                            | Simon Dalby     | Uno-X Mobility          | 77        |
| 83                            | Martin Pedersen | Lidl-Trek Future Racing | 92        |

* DNF = gennemførte ikke

### Startliste
| Arkéa-B&B Hotels ARK | Arkéa-B&B Hotels ARK    | Arkéa-B&B Hotels ARK |
| -------------------- | ----------------------- | -------------------- |
| Nr.                  | Rytter                  | Placering            |
| 1                    | Kévin Vauquelin (FRA)   | 19.                  |
| 2                    | Vincenzo Albanese (ITA) | 2.                   |
| 3                    | Louis Barré (FRA)       | 14.                  |
| 4                    | Ewen Costiou (FRA)      | 15.                  |
| 5                    | Simon Guglielmi (FRA)   | 37.                  |
| 6                    | Kévin Ledanois (FRA)    | 54.                  |
| 7                    | Louis Rouland (FRA)     | 53.                  |

| Israel-Premier Tech IPT | Israel-Premier Tech IPT | Israel-Premier Tech IPT |
| ----------------------- | ----------------------- | ----------------------- |
| Nr.                     | Rytter                  | Placering               |
| 11                      | Michael Woods (CAN)     | 10.                     |
| 12                      | Dylan Teuns (BEL)       | 21.                     |
| 13                      | Ethan Vernon (GBR)      | 68.                     |
| 14                      | Krists Neilands (LAT)   | 31.                     |
| 15                      | Hugo Houle (CAN)        | 65.                     |
| 16                      | Jakob Fuglsang (DEN)    | 47.                     |
| 17                      | Guillaume Boivin (CAN)  | 32.                     |

| Groupama-FDJ GFC | Groupama-FDJ GFC        | Groupama-FDJ GFC |
| ---------------- | ----------------------- | ---------------- |
| Nr.              | Rytter                  | Placering        |
| 21               | Romain Grégoire (FRA)   | 7.               |
| 22               | Kevin Geniets (LUX)     | 12.              |
| 23               | Quentin Pacher (FRA)    | 9.               |
| 24               | Cyril Barthe (FRA)      | 64.              |
| 25               | Fabian Lienhard (SUI)   | 69.              |
| 26               | Lars van den Berg (NED) | 51.              |
| 27               | Jens Verbrugghe (BEL)   | DNF-1            |

| Cofidis COF | Cofidis COF            | Cofidis COF |
| ----------- | ---------------------- | ----------- |
| Nr.         | Rytter                 | Placering   |
| 31          | Guillaume Martin (FRA) | 8.          |
| 32          | Anthony Perez (FRA)    | 16.         |
| 33          | Gorka Izagirre (ESP)   | 41.         |
| 34          | Axel Mariault (FRA)    | 22.         |
| 35          | Jonathan Lastra (ESP)  | 20.         |
| 36          | Simon Geschke (GER)    | 67.         |
| 37          | Thomas Champion (FRA)  | 49.         |

| Team dsm-firmenich PostNL DFP | Team dsm-firmenich PostNL DFP | Team dsm-firmenich PostNL DFP |
| ----------------------------- | ----------------------------- | ----------------------------- |
| Nr.                           | Rytter                        | Placering                     |
| 41                            | Romain Bardet (FRA)           | 11.                           |
| 42                            | Kevin Vermaerke (USA)         | 6.                            |
| 43                            | Chris Hamilton (AUS)          | 48.                           |
| 44                            | Sean Flynn (GBR)              | 44.                           |
| 45                            | Romain Combaud (FRA)          | 66.                           |
| 46                            | Vlad Van Mechelen (BEL)       | DNF-2                         |

| Lotto Dstny Development Team LDD | Lotto Dstny Development Team LDD | Lotto Dstny Development Team LDD |
| -------------------------------- | -------------------------------- | -------------------------------- |
| Nr.                              | Rytter                           | Placering                        |
| 51                               | Axel De Lie (BEL)                | DNF-2                            |
| 52                               | Steffen De Schuyteneer (BEL)     | 40.                              |
| 53                               | Matys Grisel (FRA)               | HD-2                             |
| 54                               | Robin Orins (BEL)                | 27.                              |

| Decathlon-AG2R La Mondiale DAT | Decathlon-AG2R La Mondiale DAT | Decathlon-AG2R La Mondiale DAT |
| ------------------------------ | ------------------------------ | ------------------------------ |
| Nr.                            | Rytter                         | Placering                      |
| 61                             | Aurélien Paret-Peintre (FRA)   | 3.                             |
| 62                             | Benoît Cosnefroy (FRA)         | 1.                             |
| 63                             | Nans Peters (FRA)              | DNF-2                          |
| 64                             | Larry Warbasse (USA)           | 46.                            |
| 65                             | Bastien Tronchon (FRA)         | 5.                             |
| 66                             | Jordan Labrosse (FRA)          | 25.                            |
| 67                             | Jaakko Hänninen (FIN)          | 50.                            |

| Uno-X Mobility UXM | Uno-X Mobility UXM                | Uno-X Mobility UXM |
| ------------------ | --------------------------------- | ------------------ |
| Nr.                | Rytter                            | Placering          |
| 71                 | Tobias Halland Johannessen (NOR)  | DNF-2              |
| 72                 | Fredrik Dversnes (NOR) (landevej) | 76.                |
| 73                 | Ådne Holter (NOR)                 | 84.                |
| 74                 | Simon Dalby (DEN)                 | 77.                |
| 75                 | Anders Halland Johannessen (NOR)  | 89.                |
| 76                 | Jonas Iversby Hvideberg (NOR)     | 78.                |
| 77                 | Magnus Kulset (NOR)               | 60.                |

| Lidl-Trek Future Racing LTF | Lidl-Trek Future Racing LTF | Lidl-Trek Future Racing LTF |
| --------------------------- | --------------------------- | --------------------------- |
| Nr.                         | Rytter                      | Placering                   |
| 81                          | Mats Wenzel (LUX)           | DNS-1                       |
| 82                          | Cole Kessler (USA)          | 73.                         |
| 83                          | Martin Pedersen (DEN)       | 92.                         |
| 84                          | Nils Aebersold (SUI)        | 83.                         |
| 85                          | Louis Leidert (GER)         | 74.                         |
| 86                          | Matteo Milan (ITA)          | 61.                         |
| 87                          | Liam O'Brien (IRL)          | 59.                         |

| Team Corratec-Vini Fantini COR | Team Corratec-Vini Fantini COR | Team Corratec-Vini Fantini COR |
| ------------------------------ | ------------------------------ | ------------------------------ |
| Nr.                            | Rytter                         | Placering                      |
| 91                             | Kristian Sbaragli (ITA)        | 35.                            |
| 92                             | Niccolò Bonifazio (ITA)        | 71.                            |
| 93                             | Antoine Debons (SUI)           | 90.                            |
| 94                             | Etienne van Empel (NED)        | 87.                            |
| 95                             | Simone Olivero (ITA)           | DNF-1                          |
| 96                             | Matteo Amella (ITA)            | 91.                            |
| 97                             | Alessandro Iacchi (ITA)        | 86.                            |

| Bingoal WB BWB | Bingoal WB BWB            | Bingoal WB BWB |
| -------------- | ------------------------- | -------------- |
| Nr.            | Rytter                    | Placering      |
| 101            | Marco Tizza (ITA)         | 23.            |
| 102            | Davide Persico (ITA)      | DNS-1          |
| 103            | Floris De Tier (BEL)      | 30.            |
| 104            | Aaron Van der Beken (BEL) | 39.            |
| 105            | Louka Matthys (BEL)       | 34.            |
| 106            | Noah Detalle (BEL)        | 82.            |
| 107            | Gaëtan Verleyen (BEL)     | DNF-1          |

| Nice Métropole Côte d'Azur NMC | Nice Métropole Côte d'Azur NMC | Nice Métropole Côte d'Azur NMC |
| ------------------------------ | ------------------------------ | ------------------------------ |
| Nr.                            | Rytter                         | Placering                      |
| 111                            | Paul Hennequin (FRA)           | DNF-1                          |
| 112                            | Melvin Crommelinck (FRA)       | 62.                            |
| 113                            | Jonathan Couanon (FRA)         | 42.                            |
| 114                            | Axel Narbonne-Zuccarelli (FRA) | 79.                            |
| 115                            | Andrea Mifsud                  | 35.                            |
| 116                            | Jean-Louis Le Ny (FRA)         | 38.                            |
| 117                            | Alexandre Léonien (FRA)        | DNF-1                          |

| Van Rysel-Roubaix VRR | Van Rysel-Roubaix VRR    | Van Rysel-Roubaix VRR |
| --------------------- | ------------------------ | --------------------- |
| Nr.                   | Rytter                   | Placering             |
| 121                   | Maxime Jarnet (FRA)      | 52.                   |
| 122                   | Célestin Guillon (FRA)   | DNF-1                 |
| 123                   | Valentin Tabellion (FRA) | DNF-2                 |
| 124                   | Thomas Boudat (FRA)      | HD-2                  |
| 125                   | Kenny Molly (BEL)        | DNS-2                 |
| 126                   | Rémi Capron (FRA)        | 24.                   |

| TotalEnergies TEN | TotalEnergies TEN        | TotalEnergies TEN |
| ----------------- | ------------------------ | ----------------- |
| Nr.               | Rytter                   | Placering         |
| 131               | Mathieu Burgaudeau (FRA) | 29.               |
| 132               | Steff Cras (BEL)         | 18.               |
| 133               | Jordan Jegat (FRA)       | 17.               |
| 134               | Alexis Vuillermoz (FRA)  | 28.               |
| 135               | Alan Jousseaume (FRA)    | 55.               |
| 136               | Fabien Grellier (FRA)    | 88.               |
| 137               | Mattéo Vercher (FRA)     | 45.               |

| Saint Michel-Mavic-Auber 93 AUB | Saint Michel-Mavic-Auber 93 AUB | Saint Michel-Mavic-Auber 93 AUB |
| ------------------------------- | ------------------------------- | ------------------------------- |
| Nr.                             | Rytter                          | Placering                       |
| 141                             | Romain Cardis (FRA)             | 85.                             |
| 142                             | Joris Delbove (FRA)             | 26.                             |
| 143                             | Alexandre Delettre (FRA)        | 4.                              |
| 144                             | Dillon Corkery (IRL)            | 72.                             |
| 145                             | Morne van Niekerk (RSA)         | 58.                             |
| 146                             | Théo Delacroix (FRA)            | 56.                             |
| 147                             | Nicolas Breuillard (FRA)        | 33.                             |

| CIC U Nantes Atlantique UCN | CIC U Nantes Atlantique UCN | CIC U Nantes Atlantique UCN |
| --------------------------- | --------------------------- | --------------------------- |
| Nr.                         | Rytter                      | Placering                   |
| 151                         | Clément Braz Afonso (FRA)   | 13.                         |
| 152                         | Artus Jaladeau (FRA)        | 57.                         |
| 153                         | Pierre-Henry Basset (FRA)   | 80.                         |
| 154                         | Léo Danès (FRA)             | 70.                         |
| 155                         | Maël Guégan (FRA)           | 81.                         |
| 156                         | Robin Plamondon (CAN)       | 43.                         |
| 157                         | Matisse Julien (CAN)        | 75.                         |

| Arkéa-B&B Hotels ARK | Arkéa-B&B Hotels ARK    | Arkéa-B&B Hotels ARK |
| -------------------- | ----------------------- | -------------------- |
| Nr.                  | Rytter                  | Placering            |
| 1                    | Kévin Vauquelin (FRA)   | 19.                  |
| 2                    | Vincenzo Albanese (ITA) | 2.                   |
| 3                    | Louis Barré (FRA)       | 14.                  |
| 4                    | Ewen Costiou (FRA)      | 15.                  |
| 5                    | Simon Guglielmi (FRA)   | 37.                  |
| 6                    | Kévin Ledanois (FRA)    | 54.                  |
| 7                    | Louis Rouland (FRA)     | 53.                  |

| Israel-Premier Tech IPT | Israel-Premier Tech IPT | Israel-Premier Tech IPT |
| ----------------------- | ----------------------- | ----------------------- |
| Nr.                     | Rytter                  | Placering               |
| 11                      | Michael Woods (CAN)     | 10.                     |
| 12                      | Dylan Teuns (BEL)       | 21.                     |
| 13                      | Ethan Vernon (GBR)      | 68.                     |
| 14                      | Krists Neilands (LAT)   | 31.                     |
| 15                      | Hugo Houle (CAN)        | 65.                     |
| 16                      | Jakob Fuglsang (DEN)    | 47.                     |
| 17                      | Guillaume Boivin (CAN)  | 32.                     |

| Groupama-FDJ GFC | Groupama-FDJ GFC        | Groupama-FDJ GFC |
| ---------------- | ----------------------- | ---------------- |
| Nr.              | Rytter                  | Placering        |
| 21               | Romain Grégoire (FRA)   | 7.               |
| 22               | Kevin Geniets (LUX)     | 12.              |
| 23               | Quentin Pacher (FRA)    | 9.               |
| 24               | Cyril Barthe (FRA)      | 64.              |
| 25               | Fabian Lienhard (SUI)   | 69.              |
| 26               | Lars van den Berg (NED) | 51.              |
| 27               | Jens Verbrugghe (BEL)   | DNF-1            |

| Cofidis COF | Cofidis COF            | Cofidis COF |
| ----------- | ---------------------- | ----------- |
| Nr.         | Rytter                 | Placering   |
| 31          | Guillaume Martin (FRA) | 8.          |
| 32          | Anthony Perez (FRA)    | 16.         |
| 33          | Gorka Izagirre (ESP)   | 41.         |
| 34          | Axel Mariault (FRA)    | 22.         |
| 35          | Jonathan Lastra (ESP)  | 20.         |
| 36          | Simon Geschke (GER)    | 67.         |
| 37          | Thomas Champion (FRA)  | 49.         |

| Team dsm-firmenich PostNL DFP | Team dsm-firmenich PostNL DFP | Team dsm-firmenich PostNL DFP |
| ----------------------------- | ----------------------------- | ----------------------------- |
| Nr.                           | Rytter                        | Placering                     |
| 41                            | Romain Bardet (FRA)           | 11.                           |
| 42                            | Kevin Vermaerke (USA)         | 6.                            |
| 43                            | Chris Hamilton (AUS)          | 48.                           |
| 44                            | Sean Flynn (GBR)              | 44.                           |
| 45                            | Romain Combaud (FRA)          | 66.                           |
| 46                            | Vlad Van Mechelen (BEL)       | DNF-2                         |

| Lotto Dstny Development Team LDD | Lotto Dstny Development Team LDD | Lotto Dstny Development Team LDD |
| -------------------------------- | -------------------------------- | -------------------------------- |
| Nr.                              | Rytter                           | Placering                        |
| 51                               | Axel De Lie (BEL)                | DNF-2                            |
| 52                               | Steffen De Schuyteneer (BEL)     | 40.                              |
| 53                               | Matys Grisel (FRA)               | HD-2                             |
| 54                               | Robin Orins (BEL)                | 27.                              |

| Decathlon-AG2R La Mondiale DAT | Decathlon-AG2R La Mondiale DAT | Decathlon-AG2R La Mondiale DAT |
| ------------------------------ | ------------------------------ | ------------------------------ |
| Nr.                            | Rytter                         | Placering                      |
| 61                             | Aurélien Paret-Peintre (FRA)   | 3.                             |
| 62                             | Benoît Cosnefroy (FRA)         | 1.                             |
| 63                             | Nans Peters (FRA)              | DNF-2                          |
| 64                             | Larry Warbasse (USA)           | 46.                            |
| 65                             | Bastien Tronchon (FRA)         | 5.                             |
| 66                             | Jordan Labrosse (FRA)          | 25.                            |
| 67                             | Jaakko Hänninen (FIN)          | 50.                            |

| Uno-X Mobility UXM | Uno-X Mobility UXM                | Uno-X Mobility UXM |
| ------------------ | --------------------------------- | ------------------ |
| Nr.                | Rytter                            | Placering          |
| 71                 | Tobias Halland Johannessen (NOR)  | DNF-2              |
| 72                 | Fredrik Dversnes (NOR) (landevej) | 76.                |
| 73                 | Ådne Holter (NOR)                 | 84.                |
| 74                 | Simon Dalby (DEN)                 | 77.                |
| 75                 | Anders Halland Johannessen (NOR)  | 89.                |
| 76                 | Jonas Iversby Hvideberg (NOR)     | 78.                |
| 77                 | Magnus Kulset (NOR)               | 60.                |

| Lidl-Trek Future Racing LTF | Lidl-Trek Future Racing LTF | Lidl-Trek Future Racing LTF |
| --------------------------- | --------------------------- | --------------------------- |
| Nr.                         | Rytter                      | Placering                   |
| 81                          | Mats Wenzel (LUX)           | DNS-1                       |
| 82                          | Cole Kessler (USA)          | 73.                         |
| 83                          | Martin Pedersen (DEN)       | 92.                         |
| 84                          | Nils Aebersold (SUI)        | 83.                         |
| 85                          | Louis Leidert (GER)         | 74.                         |
| 86                          | Matteo Milan (ITA)          | 61.                         |
| 87                          | Liam O'Brien (IRL)          | 59.                         |

| Team Corratec-Vini Fantini COR | Team Corratec-Vini Fantini COR | Team Corratec-Vini Fantini COR |
| ------------------------------ | ------------------------------ | ------------------------------ |
| Nr.                            | Rytter                         | Placering                      |
| 91                             | Kristian Sbaragli (ITA)        | 35.                            |
| 92                             | Niccolò Bonifazio (ITA)        | 71.                            |
| 93                             | Antoine Debons (SUI)           | 90.                            |
| 94                             | Etienne van Empel (NED)        | 87.                            |
| 95                             | Simone Olivero (ITA)           | DNF-1                          |
| 96                             | Matteo Amella (ITA)            | 91.                            |
| 97                             | Alessandro Iacchi (ITA)        | 86.                            |

| Bingoal WB BWB | Bingoal WB BWB            | Bingoal WB BWB |
| -------------- | ------------------------- | -------------- |
| Nr.            | Rytter                    | Placering      |
| 101            | Marco Tizza (ITA)         | 23.            |
| 102            | Davide Persico (ITA)      | DNS-1          |
| 103            | Floris De Tier (BEL)      | 30.            |
| 104            | Aaron Van der Beken (BEL) | 39.            |
| 105            | Louka Matthys (BEL)       | 34.            |
| 106            | Noah Detalle (BEL)        | 82.            |
| 107            | Gaëtan Verleyen (BEL)     | DNF-1          |

| Nice Métropole Côte d'Azur NMC | Nice Métropole Côte d'Azur NMC | Nice Métropole Côte d'Azur NMC |
| ------------------------------ | ------------------------------ | ------------------------------ |
| Nr.                            | Rytter                         | Placering                      |
| 111                            | Paul Hennequin (FRA)           | DNF-1                          |
| 112                            | Melvin Crommelinck (FRA)       | 62.                            |
| 113                            | Jonathan Couanon (FRA)         | 42.                            |
| 114                            | Axel Narbonne-Zuccarelli (FRA) | 79.                            |
| 115                            | Andrea Mifsud                  | 35.                            |
| 116                            | Jean-Louis Le Ny (FRA)         | 38.                            |
| 117                            | Alexandre Léonien (FRA)        | DNF-1                          |

| Van Rysel-Roubaix VRR | Van Rysel-Roubaix VRR    | Van Rysel-Roubaix VRR |
| --------------------- | ------------------------ | --------------------- |
| Nr.                   | Rytter                   | Placering             |
| 121                   | Maxime Jarnet (FRA)      | 52.                   |
| 122                   | Célestin Guillon (FRA)   | DNF-1                 |
| 123                   | Valentin Tabellion (FRA) | DNF-2                 |
| 124                   | Thomas Boudat (FRA)      | HD-2                  |
| 125                   | Kenny Molly (BEL)        | DNS-2                 |
| 126                   | Rémi Capron (FRA)        | 24.                   |

| TotalEnergies TEN | TotalEnergies TEN        | TotalEnergies TEN |
| ----------------- | ------------------------ | ----------------- |
| Nr.               | Rytter                   | Placering         |
| 131               | Mathieu Burgaudeau (FRA) | 29.               |
| 132               | Steff Cras (BEL)         | 18.               |
| 133               | Jordan Jegat (FRA)       | 17.               |
| 134               | Alexis Vuillermoz (FRA)  | 28.               |
| 135               | Alan Jousseaume (FRA)    | 55.               |
| 136               | Fabien Grellier (FRA)    | 88.               |
| 137               | Mattéo Vercher (FRA)     | 45.               |

| Saint Michel-Mavic-Auber 93 AUB | Saint Michel-Mavic-Auber 93 AUB | Saint Michel-Mavic-Auber 93 AUB |
| ------------------------------- | ------------------------------- | ------------------------------- |
| Nr.                             | Rytter                          | Placering                       |
| 141                             | Romain Cardis (FRA)             | 85.                             |
| 142                             | Joris Delbove (FRA)             | 26.                             |
| 143                             | Alexandre Delettre (FRA)        | 4.                              |
| 144                             | Dillon Corkery (IRL)            | 72.                             |
| 145                             | Morne van Niekerk (RSA)         | 58.                             |
| 146                             | Théo Delacroix (FRA)            | 56.                             |
| 147                             | Nicolas Breuillard (FRA)        | 33.                             |

| CIC U Nantes Atlantique UCN | CIC U Nantes Atlantique UCN | CIC U Nantes Atlantique UCN |
| --------------------------- | --------------------------- | --------------------------- |
| Nr.                         | Rytter                      | Placering                   |
| 151                         | Clément Braz Afonso (FRA)   | 13.                         |
| 152                         | Artus Jaladeau (FRA)        | 57.                         |
| 153                         | Pierre-Henry Basset (FRA)   | 80.                         |
| 154                         | Léo Danès (FRA)             | 70.                         |
| 155                         | Maël Guégan (FRA)           | 81.                         |
| 156                         | Robin Plamondon (CAN)       | 43.                         |
| 157                         | Matisse Julien (CAN)        | 75.                         |